# 甘肃省历史文化名城
甘肃省历史文化名城由甘肃省政府公布，现有8座。
- 兰州市
- 酒泉市
- 临夏市
- 灵台县
- 庆城县（1994年公布）
- 夏河县
- 陇西县
- 会宁县（1997年公布）